# Vinzzent
Vinzzent, pseudoniem van Vincent Johannes Rudolf Claase (Winterswijk, 20 juli 1971) is een Nederlands zanger.

## Biografie
Vinzzent heeft een Nederlandse moeder en een Indische vader, hij groeide op in een muzikale familie. Al jong was hij bezig met muziek maken en componeren en ook bekwaamde hij zich in de studiotechniek. Hier volgde hij later een opleiding voor en werd de vaste studiotechnicus van diverse Nederlandse artiesten, waaronder Rob de Nijs. Zelf besloot hij ook weer te gaan zingen en ging optreden als live artiest en vertolkte zowel Nederlandstalig als Engels materiaal. Het Nederlandstalige materiaal schreef hij meestal zelf.

## Carrière
In 2007 kwam zijn Nederlandstalig debuutalbum Een zomer lang verliefd uit. Hier stond onder meer de single Cecilia op, een cover van Simon & Garfunkel. Zoals jij tovert met de tijd was een duet met Dana Winner. In 2008 kwam de single Door wind en regen uit. In 2010 volgde zijn tot nu toe grootste hit Dromendans (een cover van Bloubergstrand se sonsak van Kurt Darren). Het nummer bereikte in eerste instantie plaats 11 in de Single Top 100. In het najaar van 2011 besloot Vinzzents platenmaatschappij 8NM tot een re-release nadat het nummer min of meer was uitgegroeid tot een soort culthit onder studenten en feestend uitgaanspubliek. De heruitgave van Dromendans bracht het vervolgens tot de 7e plaats in de Single Top 100.  Vinzzent is verder bekend van de VT M&E'tainment reeks.

## Discografie

### Albums
| Album met eventuele hitnotering(en) in de Nederlandse Album Top 100 | Datum van verschijnen | Datum van binnenkomst | Hoogste positie | Aantal weken | Opmerkingen |
| ------------------------------------------------------------------- | --------------------- | --------------------- | --------------- | ------------ | ----------- |
| Een leven lang verliefd                                             | 2007                  | -                     |                 |              |             |
| Droomwereld                                                         | 2011                  | 16-07-2011            | 23              | 8            |             |

### Singles
| Single met eventuele hitnotering(en) in de Nederlandse Top 40 | Datum van verschijnen | Datum van binnenkomst | Hoogste positie | Aantal weken | Opmerkingen |
| ------------------------------------------------------------- | --------------------- | --------------------- | --------------- | ------------ | --- |
| Something in your eyes                                        | 2002                  | -                     |                 |              | |
| Right here right now                                          | 2002                  | -                     |                 |              | Nr. 55 in de Single Top 100                                                                                          |
| Cecilia                                                       | 2007                  | -                     |                 |              | Nr. 87 in de Single Top 100                                                                                          |
| Een zomer lang verliefd                                       | 2007                  | -                     |                 |              | Nr. 56 in de Single Top 100                                                                                          |
| Geef jouw lach                                                | 2007                  | -                     |                 |              | met Big, Black & Beautiful / Nr. 77 in de Single Top 100                                                             |
| Dansé dansé                                                   | 2008                  | -                     |                 |              | Nr. 45 in de Single Top 100                                                                                          |
| Daddy's Christmas song                                        | 2008                  | -                     |                 |              | Nr. 32 in de Single Top 100                                                                                          |
| Alles wat ik hebben wil                                       | 2009                  | -                     |                 |              | Nr. 10 in de Single Top 100                                                                                          |
| Dromendans                                                    | 2010                  | -                     |                 |              | Nr. 11 in de Single Top 100                                                                                          |
| Groen, wit, blauw, geel, rood                                 | 2010                  | -                     |                 |              | Nr. 20 in de Single Top 100                                                                                          |
| Wat een w♥nder                                                | 2011                  | -                     |                 |              | Nr. 16 in de Single Top 100                                                                                          |
| Zomerdromen                                                   | 2011                  | -                     |                 |              | Nr. 20 in de Single Top 100                                                                                          |
| Dromendans                                                    | 2011                  | -                     |                 |              | Nr. 7 in de Single Top 100                                                                                           |
| Onze kracht                                                   | 2011                  | -                     |                 |              | Als onderdeel van Hollandse Kerst Sterren / Benefietsingle voor "Doe een wens stichting" Nr. 54 in de Single Top 100 |
| De liefde leeft in mij                                        | 2013                  | -                     |                 |              | Nr. 20 in de Single Top 100                                                                                          |
| Vrijdag is vrij                                               | 2014                  | -                     |                 |              | Nr. 66 in de Single Top 100                                                                                          |
| 1 Kus Van Jou                                                 | 2022                  | -                     |                 |              | - |